# Thalassa (mythologie)
Pour les articles homonymes, voir Thalassa.
Dans la mythologie grecque, Thalassa ou Thalatta (en grec ancien Θάλασσα / Thalassa - forme ionienne ou Θάλαττα / Thalatta - forme attique), c'est-à-dire « mer », est une divinité primordiale, fille d'Éther et d'Héméra (le Jour). Incarnant la Mer, elle est l'équivalent féminin de Pontos. Certains auteurs la considèrent plutôt comme la personnification de la mer Méditerranée. Son équivalent ou nom latin était Mare.
Selon les versions, Thalassa est parfois identifiée aux déesses des mers Amphitrite et Téthys.

## Étymologie
En grec ancien, « mer » peut se dire de deux façons :
- thalassa (θάλασσα / thalassa) en dialecte ionien ;
- thalatta (θάλαττα / thalatta) en dialecte attique.

Beekes suggère une origine préhellénique.

## Mythologie
Caius Julius Hyginus parle de Mare (Mer, autre nom de Thalassa), dans la préface de ses Fabulae, comme étant la fille d'Éther et de Dies (Jour, nom latin d'Héméra), et donc la sœur de Terra (Terre) et Caelus (Ciel).
Avec son homologue masculin Pontos, elle a engendré les dieux de la tempête (ou Telchines) et les tribus de poissons. Le couple a ensuite été remplacé comme souverains des mers par les autres couples marins, Océan et Téthys, puis par Poséidon et Amphitrite. Néanmoins, des fables lui ont été consacrées par Ésope, montrant la subsistance de son culte, et elle devait continuer à être représentée à la fois dans des œuvres artistiques et littéraires au cours de l'ère commune.

## Descendance

### Avec Pontos

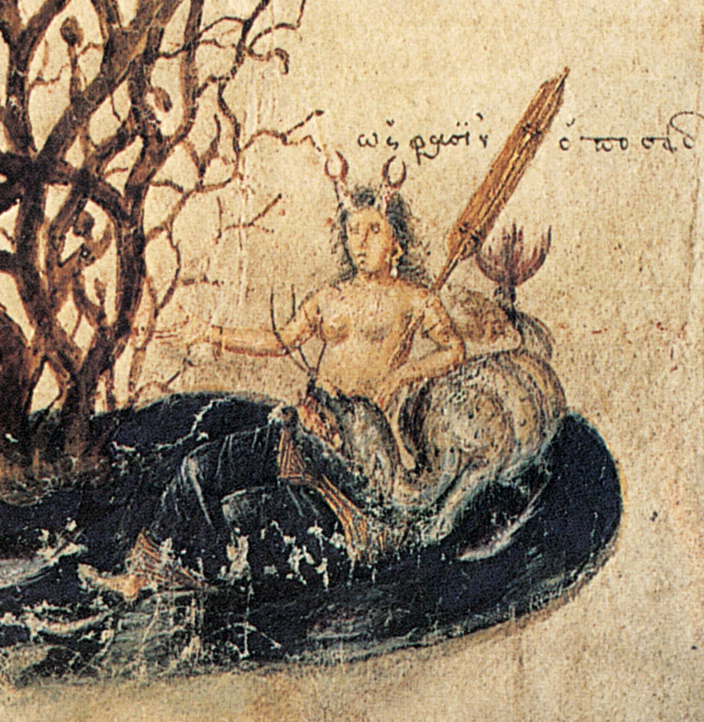
Détail du Dioscoride de Vienne avant 512.

Avec son homologue masculin Pontos, elle a engendré la nymphe Halia, une Haliade de l'île de Rhodes personnifiant la mer salée, ainsi que les dieux de la tempête (ou Telchines) et les tribus de poissons. Le père de la nymphe varie selon les versions, désigné comme étant tantôt Pontos (Diodorus Siculus 5.55.4), tantôt Ouranos, selon les versions.
Halia ayant été une aimée de Poséidon et lui ayant donné sept enfants, cela fait de Thalassa la grand-mère de la nymphe Rhodé et des six Dieux de l'Ouest (en grec ancien Προσηῷους Δαίμονες / Prosēôious Daímones).

### Avec Ouranos
D'après Nonnos de Panopolis, elle est fécondée par les organes génitaux d'Ouranos tranchés par Cronos et tombés dans la mer. Elle engendre ainsi Aphrodite, déesse de la beauté et de l'amour (Nonnus, Dionysiaca 12.43).

### Autres
Thalassa, alors assimilée avec Téthys, apparait également dans les hymnes orphiques ou elle est désignée comme la mère non seulement d'Aphrodite mais aussi des Néphélées :

« [Tethys-Thalassa] mère de Kypris (Cypris) [Aphrodite] et de Nephelai (Nephelae, Nuages) obscure, grande nourrice des bêtes et source de fontaines [Naiades] pures. »

— Hymne Orphique 22 à Thalassa

## Littérature

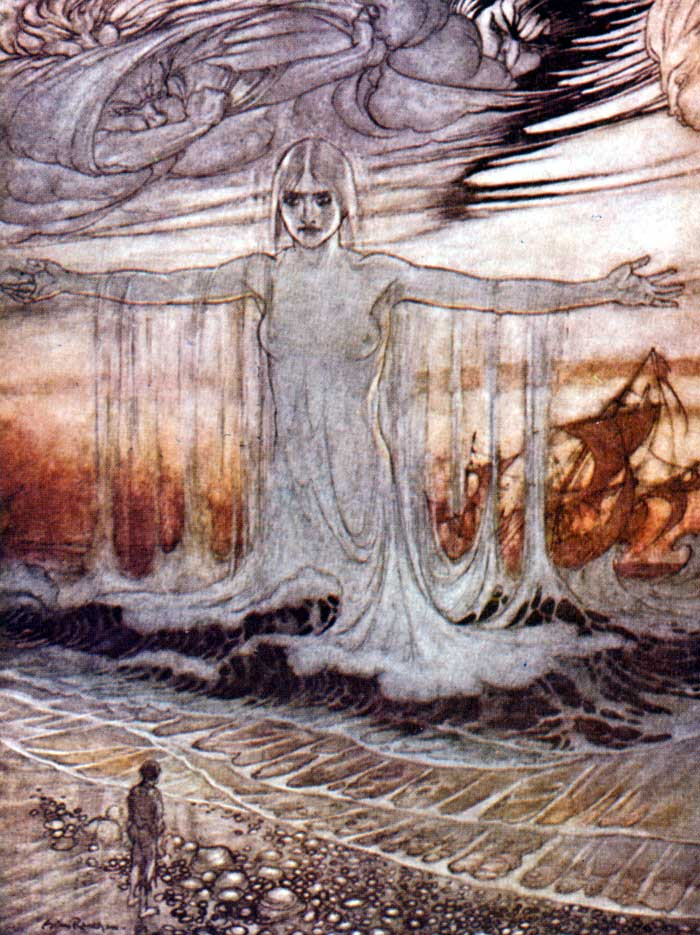
Thalassa se défend dans la fable d'Ésope, L'agriculteur et la mer.

Deux fables assez similaires sont enregistrées par Babrius. Dans l'un, numéroté 168 dans l'index de Perry, un fermier assiste à un naufrage et reproche à la mer d'être « un ennemi de l'humanité ». Prenant la forme d'une femme, elle répond en accusant les vents de sa turbulence. Sinon, dit-elle, « je suis plus douce que cette terre sèche qu'est la vôtre. » Dans l'autre, un survivant d'un naufrage accuse la mer de trahison et reçoit la même excuse. Mais sans les vents, « par nature, je suis calme et sûr comme la terre ».
Dans une autre fable, le numéro 412 de Perry et seulement enregistré par Syntipas, les rivières se plaignent à elle que leur eau douce est irrémédiablement salée par contact avec elle. La mer répond que s'ils en savent autant, ils devraient alors éviter de tels contacts. Le commentaire suggère qu'il pourrait être appliqué à quelqu'un qui critique une personne de façon inappropriée, même quand cette dernière pourrait actuellement être en train de les aider.
Au IIe siècle apr. J.-C., Lucien de Samosate présenta Thalassa dans un dialogue comique avec Xanthus, le dieu de la rivière Scamandre, qui avait été attaqué par une divinité grecque rivale pour s'être plainte que son cours avait été étranglé par des cadavres pendant la guerre de Troie. Dans cette histoire, il avait été gravement brûlé et lui demandait d'apaiser ses blessures.

## Thalassa dans l'art

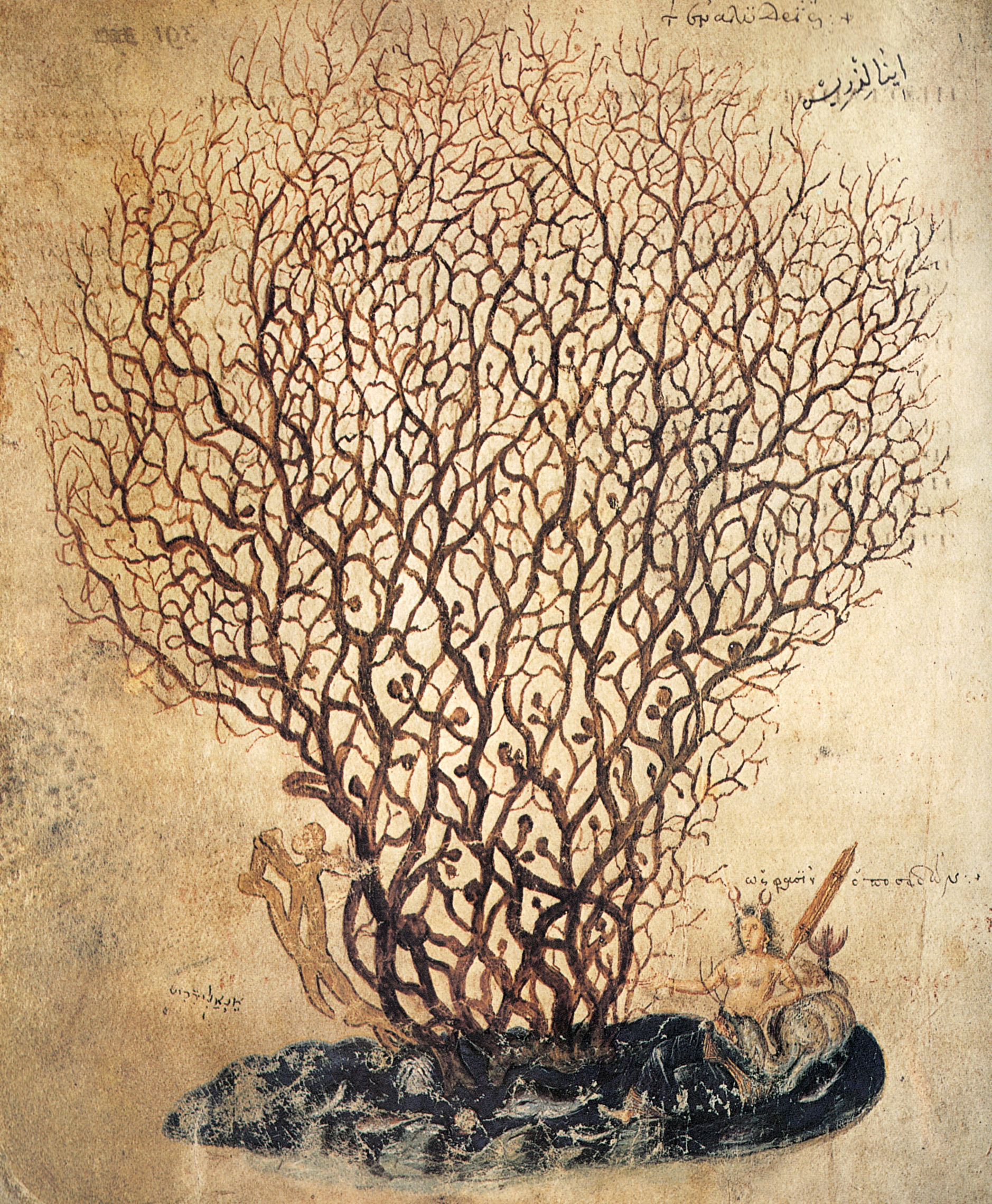
Illustration d'un corail avec la déesse à la base, Dioscoride de Vienne, avant 512.

Alors que les divinités marines primordiales Téthys et Océan étaient à l'origine les divinités marines primordiales représentées dans les mosaïques de l’époque romaine, ils furent remplacés à une époque ultérieure par la figure de Thalassa, en particulier en Asie occidentale. Elle y était représentée comme une femme vêtue de bandes d'algues et à moitié submergée dans la mer, les cornes formées de pinces de crabe qui étaient auparavant un attribut d'Oceanus maintenant transférées à sa tête. Elle tient une rame de bateau dans une main et un dauphin dans l'autre.
En 2011, l'artiste Swoon a créé une installation illustrant la déesse dans l'atrium du musée d'art de La Nouvelle-Orléans. À l'automne 2016, l'installation a été installée une nouvelle fois dans l'atrium du Detroit Institute of Arts.

### Sources
- Diodore de Sicile, Bibliothèque historique [détail des éditions] [lire en ligne] (V, 55, 1).
- Hygin, Fables [détail des éditions] [(la) lire en ligne] (Préface).
- Ésope, Fables (LXXI ; CCXLV).
- Hymnes homériques [détail des éditions] [lire en ligne] (II à Déméter, v. 5).
- Hymnes orphiques [détail des éditions] (lire en ligne) (XXII à Thalassa).
- Nonnos de Panopolis, Dionysiaques [détail des éditions] [lire en ligne] (XII, 43).
- Oppien de Corycos, Halieutiques [détail des éditions] (lire en ligne) (I, 74).
- Pausanias, Description de la Grèce [détail des éditions] [lire en ligne] (II, 1, 7-9).